# David Steel

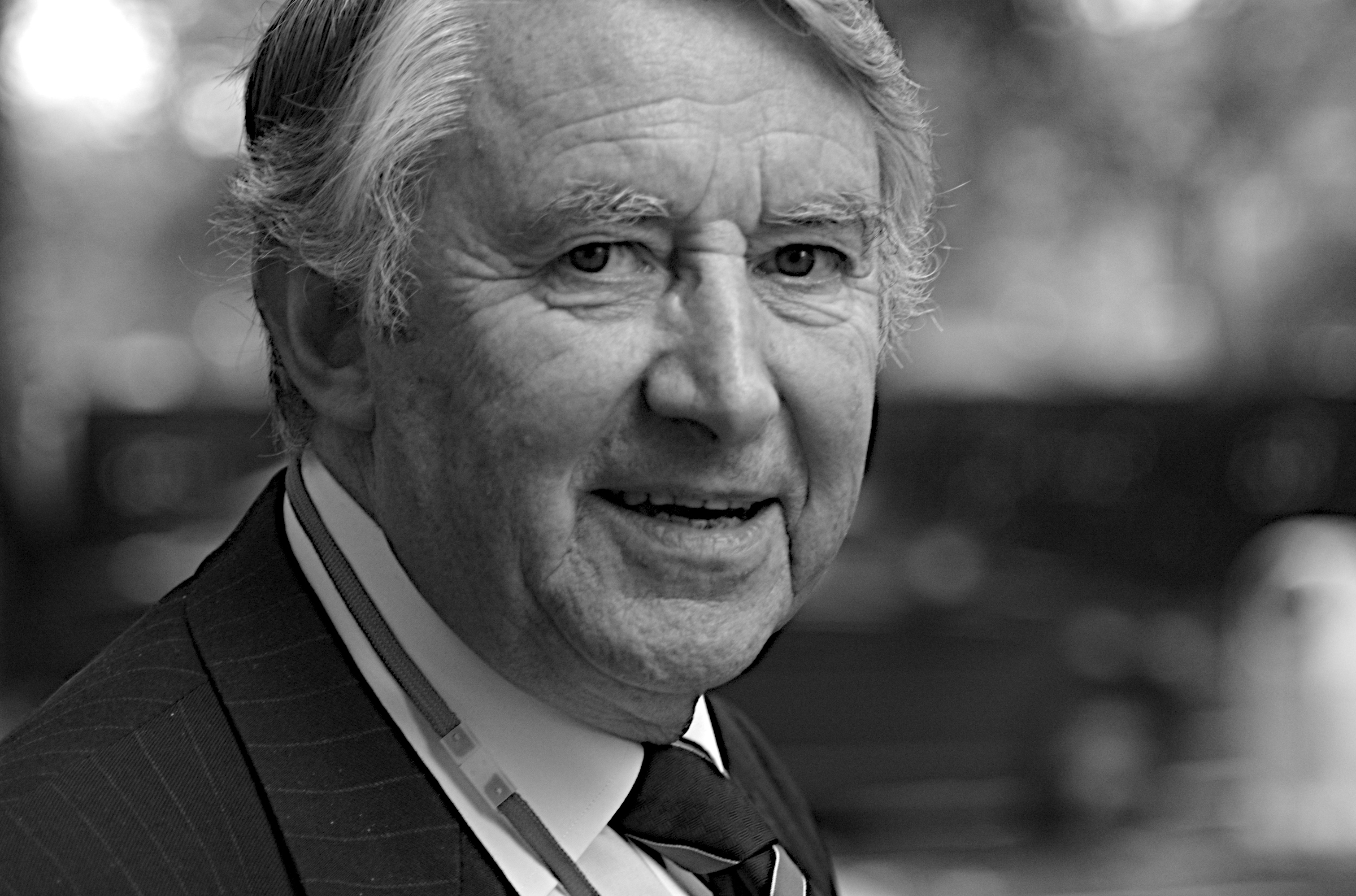
David Steel, Baron Steel of Aikwood (2007)

David Martin Scott Steel, Baron Steel of Aikwood, KT, KBE, PC (* 31. März 1938 in Kirkcaldy) ist ein britischer Politiker und war Vorsitzender der Liberal Party von 1976 bis 1988. Von 1999 bis 2003 war er auch Vorsitzender des Schottischen Parlaments.

## Leben
Steel, der Sohn eines Pfarrers der Church of Scotland, wuchs in Schottland und in Kenia auf. Er besuchte das George Watson's College in Edinburgh und die Prince of Wales School in Nairobi. Anschließend studierte er an der University of Edinburgh Rechtswissenschaften und arbeitete für die Scottish Liberal Party sowie die BBC. 1965 wurde er in  das House of Commons als jüngster Abgeordneter gewählt.
Er war gemeinsam mit Robert Maclennan, vormals Chef der SDP, in der Übergangsphase der Fusion mit den Liberals Vorsitzender der neuen Partei, die zu diesem Zeitpunkt noch den Namen Social and Liberal Democrats trug; später wurden daraus die Liberal Democrats.
1997 schied er aus dem House of Commons aus, wurde am 6. Juni 1997 als Baron Steel of Aikwood, of Ettrick Forest in the Scottish Borders, zum Life Peer erhoben und ist dadurch seither Mitglied des House of Lords.